# Fernande Coulon
Pour les articles homonymes, voir Coulon.
Fernande Coulon, également connue sous le nom de Fernande Heymann-Coulon, née le 24 février 1901 à Fayt-lez-Manage et décédée le 4 août 1981 à Liège, était une socialiste belge, initiatrice de la Ligue Nationale des Coopératrices et figure importante du mouvement coopératif féminin belge et international.

## Biographie
Membre des Jeunes gardes socialistes, Fernande Coulon est une des quatre femmes à se former à l'École ouvrière supérieure à partir de 1921. Elle initie la Ligue Nationale des Coopératrices et rejoint dès 1923 le Comité central de la Guilde internationale des coopératrices, dont elle devient la vice-présidente en 1951. 
À la suite de son mariage avec Jules-Émile Heymann, elle quitte le secrétariat de la section du Centre et s'installe à Liège où elle lance le mouvement coopératif.
Fernande Coulon enseigne dès 1926 à la Centrale d'éducation ouvrière au sujet du mouvement socialiste et de la coopération, et donne des conférences sur la question féminine à l'Extension socialiste.
Après 1945, elle reste active au sein des Guildes des Coopératrices. Elle collabore également à la revue Éducation-Récréation et publie les mensuels Entre Nous et Onder Ons.
Elle décède à Liège en 1981. En décembre 2015, la Ville de Liège décide de baptiser une rue en son nom.